# 梅斯库勒
梅斯库勒（法語：Mescoules，法語發音：[mɛskul]）是法国多尔多涅省的一个市镇，属于贝尔热拉克区。

## 地理
梅斯库勒（44°44'41"N, 0°25'53"E）面积4.85 平方千米，位于法国新阿基坦大区多爾多涅省，该省份为法国西南部内陆省份，是法國本土面积第三大的省，大致对应佩里戈尔地区，北起顺时针与夏朗德省、上维埃纳省、科雷兹省、洛特省、洛特-加龙省、吉倫特省和滨海夏朗德省接壤。
与梅斯库勒接壤的市镇（或旧市镇、城区）包括：锡古莱斯和弗洛雅克、圣于连-伊诺桑斯-厄拉利、锡古莱斯、弗洛雅克。

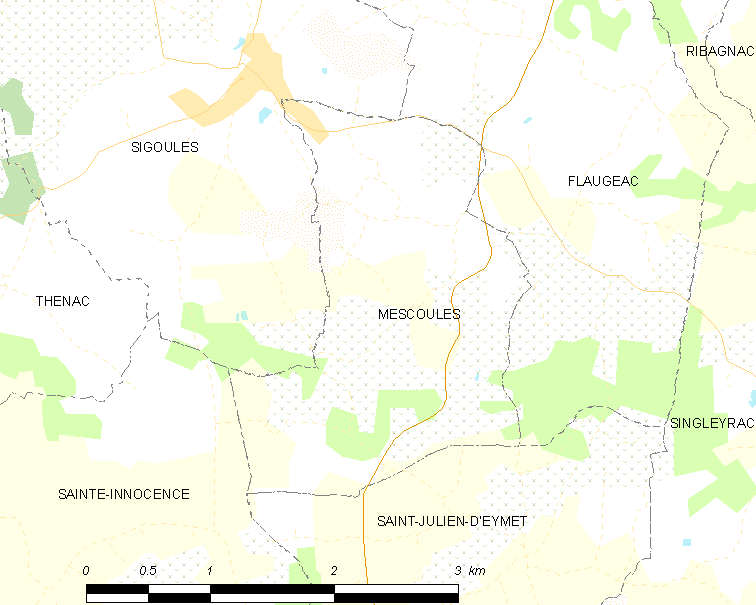
梅斯库勒的OSM定位图

梅斯库勒的时区为UTC+01:00、UTC+02:00（夏令时）。

## 行政
梅斯库勒的邮政编码为24240，INSEE市镇编码为24267。

## 政治
梅斯库勒所属的省级选区为南贝尔热拉库瓦县。

## 人口

1962-2008年间梅斯库勒人口变化图示

梅斯库勒于2022年1月1日时的人口数量为178人。